# Maladie évitable
 (avril 2011).
- Si vous ne connaissez pas le sujet, laissez ce bandeau (vous pouvez alors contacter les auteurs).
- Si vous supprimez le contenu mis en cause (vous pouvez préalablement contacter les auteurs),

argumentez précisément cette suppression dans la page de discussion
(un manque de référence n'est pas un argument ; une recherche réelle de référence doit avoir été effectuée, être formellement documentée).
 (avril 2011).
Si vous disposez d'ouvrages ou d'articles de référence ou si vous connaissez des sites web de qualité traitant du thème abordé ici, merci de compléter l'article en donnant les références utiles à sa vérifiabilité et en les liant à la section « Notes et références ».
De manière générale, les maladies évitables (en anglais : preventable diseases) sont les maladies qui pourraient - en grande partie - être évitées par l’accès pour tous aux ressources de bases nécessaires, par la prévention (bonne hygiène alimentaire et une bonne hygiène de vie) et par d'autres méthodes.
Les maladies chroniques évitables sont celles de ces maladies qui sont chroniques, dues à l’exposition à des polluants (saturnisme, cancers environnementaux, certains troubles mentaux), ou à une toxicodépendance (dont tabagisme et alcoolisme chronique font partie). Elles ne comprennent pas les maladies infectieuses, hormis celles qui pourraient être facilement évitées par l’accès à l’eau potable et à un environnement sain. Elles comprennent les autres maladies environnementales sur lesquelles l'OMS a commencé à attirer l'attention, en 2006. l'OMS estime qu'elles sont insuffisamment considérées.

## Prévalence
Certains types de maladies évitables sont très présentes dans les pays pauvres (ex : maladies hydriques liées au manque d’accès à l’eau potable) et d'autres dans les pays dits « riches » (par exemple, maladies cardiovasculaires, diabètes). L’OMS parle d’épidémie à leur sujet. On pourrait même parler de pandémie.

## En Europe
Les maladies chroniques évitables sont - selon l'OMS celles qui provoquent le plus de morts dans la « région européenne » (au sens OMS du terme « région » qui regroupe ici 53 États membres européens de l'OMS)
Dans ces pays, en moyenne 86 % des décès et 77 % de la charge de morbidité sont dus à des maladies non-transmissibles. Ce sont les maladies cardio-vasculaires qui si l’on y incluse les accidents vasculaires cérébraux sont dans les 53 pays européens la première cause de mortalité, avec plus de 50 % des décès en Europe). Ce sont ensuite les cancers, troubles mentaux, diabète sucré, affections respiratoires chroniques en grande partie liée au tabac et à la pollution, et problèmes musculaires et articulaires).
Ces maladies sont en grande partie évitables et leurs facteurs de risque, ainsi que leurs déterminants sont souvent les mêmes, et semblent (pour partie au moins) bien connus (vie trop sédentaire, abus de consommation de sucre, sel, graisses animales notamment, exposition chronique à la pollution automobile, domestique, tabagisme, alcool, etc.).
- 80 % des maladies cardiaques, des accidents vasculaires cérébraux et des cas de diabète de type 2, et 40 % des cancers en éliminant certains facteurs de risque liés au mode de vie pourraient être évités.
- session annuelle de l'organe directeur européen de l'OMS, Copenhague, au Danemark.

## Facteurs de risque en augmentation
L’OMS compte sept facteurs de risque, qui semblent pouvoir expliquer presque de 60 % des problèmes de santé de cette région.
1. hypertension artérielle (l’un des premiers facteurs de risque, qui aggrave les risques de mortalité ; 7,1 millions de personnes au moins meurent chaque année par suite d’une hypertension artérielle (pour la population des 53 pays européens selon OMS[2])),
2. tabagisme (aggrave les problèmes chroniques de santé, et aggrave fortement le risque de cancer de poumon), 4,9 millions de personnes au moins meurent par an dans le monde des suites du tabagisme (pour la population des 53 pays européens selon OMS[2]) ;
3. abus d'alcool (principal facteur de risque pour les problèmes de santé et les décès parmi les jeunes de la région européenne de l’OMS [2]),
4. surpoids et obésité (en forte augmentation ; environ 1 000 000 000 de personnes présentent dans le monde une surcharge pondérale selon l'OMS), 2,6 millions de personnes au moins meurent par suite d’une surcharge pondérale ou d’une obésité (pour la population des 53 pays européens selon OMS[2]) ;
5. alimentation malsaine, dont faible consommation de fruits et légumes, se traduisant notamment par une hypercholestérolémie, 4,4 millions de personnes au moins meurent annuellement des suites d’une hypercholestérolémie (pour la population des 53 pays européens selon OMS[2])
6. sédentarité et manque d'activité physique

On considère à tort que ces maladies régressent. Au contraire elles augmentent (et pourraient encore augmenter de 17 % en 10 ans) alors que le total des morts dus aux maladies infectieuses, aux affections maternelles et périnatales et aux carences nutritionnelles devraient, selon les prospectivistes de l'OMS diminuer de 3 % en 10 ans.
Autrement dit, sur 64 millions de personnes qui, selon les prévisions, mourront en 2015, 41 millions décéderont prématurément, à la suite d'une maladie chronique (sauf mesures adaptées et urgentes).

## Coûts sociaux économiques
Au rythme actuel, en Chine, dans la fédération de Russie et en Inde, le revenu national sera amputé de 200 milliards à 550 milliards de dollars sur la période 2005-2015, à cause des cardiopathies, des accidents vasculaires cérébraux et du diabète. Les couts directs de ces maladies sont en outre très élevés pour la société, et notamment pour les systèmes de soins et de solidarité ainsi que pour les familles.
En Europe, ces maladies chroniques évitables engendraient vers 2050 70 à 80 % des dépenses de santé au Danemark. Elles sont aussi huit des onze causes les plus fréquentes d'hospitalisation au Royaume-Uni.
- Leurs couts indirects (charge pour les familles, pertes de productivité pour les travailleurs, entreprises ou collectivités) sont peut-être encore plus élevés.
  - La Suède a estimé que plus de 90 % des dépenses totales liées aux affections musculo-squelettiques dans ce pays ont un caractère indirect (congés-maladie : 31,5 % ; départs anticipés à la retraite : 59 %).
  - Ces maladies auraient diminué de 1 % le PIB de la fédération de Russie en 2005.

Les États-Unis auraient quant à eux perdu l’équivalent d’un revenu national de 11 milliards de dollars rien qu’à cause des maladies cardiaques, des accidents vasculaires cérébraux et du diabète.
Ces maladies tuent plus tôt (des personnes plus jeunes) dans les pays d’Europe centrale et de l’Est qu’en Europe de l’Ouest.
D'ici 2050, plus d'un quart de la population des 53 pays de l'Europe (au sens OMS) devrait avoir plus de 65 ans. Or en 2010, plus de 35 % des hommes de plus de 60 ans sont atteints de plusieurs affections chronique et le seront jusqu’à la fin de leur vie. Le vieillissement des populations du baby-boom va durant deux décennies au moins aggraver les problèmes posés par ces maladies, car elles rendent aussi les personnes âgées plus dépendantes.
La diminution de la fertilité féminine et la délétion de la spermatogenèse qui semblent croître régulièrement pourraient également aggraver la situation en diminuant le nombre des naissances quand la population va le plus vieillir.

## Prévention et promotion de la santé
Le constat est que les inégalités de santé sont également en cause : les personnes plus pauvres et exposées aux conditions difficiles de travail (ouvriers) et les personnes vulnérables sont nettement plus touchées que les cadres ou personnes cultivées ou socioéconomiquement favorisées (qui risquent deux fois moins de mourir d’une maladie évitable).
Lutter contre les pollutions et stress est une autre piste.
Un meilleur ciblage des personnes à risque et de meilleurs soins aux personnes déjà malades devraient améliorer la situation
Réduire l'abus d'alcool, le tabagisme, l'obésité, permettrait d’éviter jusqu’à 80 % des maladies cardiaques, des accidents vasculaires cérébraux et des cas de diabète de type 2, et 40 % des cancers .
Un projet de Stratégie européenne contre les maladies non-transmissibles est en préparation. Selon l'OMS, avec un investissement fort sur la prévention des maladies chroniques, « il sera possible d’éviter 36 millions de décès prématurés au cours des 10 prochaines années. Quelque 17 millions d’entre eux concerneraient des gens âgés de moins de 70 ans » .
Le site internet du Bureau régional de l'OMS pour l'Europe présente des exemples et contient plus d'informations sur les maladies non transmissibles dans la Région européenne de l'OMS.
Des journées mondiales contre le sida, contre le cancer, etc. sont l'occasion pour l'OMS et d'autres organismes de santé de communiquer sur ces sujets.